# Toxares
Toxares is een geslacht van parasitoïde insecten uit de familie van de schildwespen (Braconidae), onderfamilie Aphidiinae. Het zijn kleine vliesvleugelige insecten waarvan de larven parasiteren in bladluizen, die ze geleidelijk van binnenuit opeten, waarna ze verpoppen en uitvliegen. Vanwege dit gedrag zijn sommige soorten bruikbaar bij de biologische bestrijding van in de land- en tuinbouw schadelijke bladluizen.
De wetenschappelijke naam van het geslacht werd voor het eerst geldig gepubliceerd door Alexander Henry Haliday in 1840 als nomen novum voor Trionyx. Deze naam, die hij in 1833 had gepubliceerd, bleek reeds in gebruik voor een geslacht van schildpadden, benoemd door Étienne Geoffroy Saint-Hilaire. Haliday beschreef Trionyx aanvankelijk als een ondergeslacht van Aphidius. Als soort noemde hij Aphidius Trionyx deltiger. In dezelfde publicatie uit 1833 beschreef Haliday nog de volgende ondergeslachten van Aphidius: Ephedrus, Praon, Trioxys en Monoctonus.

## Soorten
Volgens Encyclopedia of Life behoren volgende soorten tot het geslacht Toxares:
- Toxares deltiger (Haliday 1833)
- Toxares macrosiphophagum Shuja-Uddin, 1974
- Toxares shigai Takada, 1965
- Toxares zakai Shuja-Uddin, 1974